# راي كاي
راي كاي (بالنرويجية البوكمول: Reinert Olsen)‏ هو مصور ومخرج نرويجي، ولد في 10 يوليو 1978 في هاوغسوند في النرويج.

## وصلات خارجية
- راي كاي على موقع IMDb (الإنجليزية)
- راي كاي على موقع ألو سيني (الفرنسية)
- راي كاي على موقع ميوزك برينز (الإنجليزية)